# Западна Африка
Западна Африка се нарича най-западният регион на континента Африка. Географски в Западна Африка влизат и трите арабски държави Мароко (включително Западна Сахара), Алжир и Тунис, и част от Либия известни като региона Магреб (от арабски:запад).
С изключение на Мавритания всички останали страни са членки на Икономическата общност на западноафриканските държави (ECOWAS). В субрегиона Западна Африка също влизат остров Света Елена и британските задморски територии в Южния Атлантически океан.
На север региона граничи с пустинята Сахара, а на изток с линията между езерото Чад и планината Камерун.
Колониалните граници са се отразили във формирането на съвременните западноафрикански нации. Минавайки често през отделни етноси те са ги разделяли в две или повече държави.

## География и климат
Западна Африка заема площ от 6 140 000 км2 или една пета от територията на Африка. По-голяма част от тази територия са полета намиращи се по-ниско от 300 метра надморска височина, но има и високи изолирани точки по гъстонаселения южен бряг на региона.
Северната част на Западна Африка е съставена от полу-сух терен познат като Сахел, гранична зона между пустинята Сахара и саваните на Западен Судан. Екваториалните гори оформят трети пояс между саваните и южното крайбрежие, варирайки от 160 км до 240 км ширина.

## Държави
Геополитически (според класификацията на ООН за субрегионите на континентите) Западна Африка включва 16 държави:
| Държава      | Площ          | Население   | Столица    | Официален език              |
| ------------ | ------------- | ----------- | ---------- | --------------------------- |
| Бенин        | 114 763 km²   | 13 754 688  | Порто Ново | френски                     |
| Буркина Фасо | 274 200 km²   | 21 935 389  | Уагадугу   | френски                     |
| Гамбия       | 11 300 km²    | 2 413 403   | Банджул    | английски                   |
| Гана         | 238 535 km²   | 32 103 042  | Акра       | английски                   |
| Гвинея       | 245 857 km²   | 13 237 832  | Конакри    | френски                     |
| Гвинея-Бисау | 36 125 km²    | 2 026 778   | Бисау      | португалски                 |
| Кабо Верде   | 4033 km²      | 561 901     | Прая       | португалски, кабовердиански |
| Кот д'Ивоар  | 322 463 km²   | 29 389 150  | Ямусукро   | френски                     |
| Либерия      | 111 369 km²   | 5 358 483   | Монровия   | английски                   |
| Мали         | 1 240 192 km² | 21 473 764  | Бамако     | френски                     |
| Мавритания   | 1 030 700 km² | 4 614 974   | Нуакшот    | арабски                     |
| Нигер        | 1 267 000 km² | 24 112 753  | Ниамей     | френски                     |
| Нигерия      | 923 768 km²   | 218 541 212 | Абуджа     | английски                   |
| Сенегал      | 196 722 km²   | 17 196 308  | Дакар      | френски                     |
| Сиера Леоне  | 71 740 km²    | 8 692 606   | Фрийтаун   | английски                   |
| Того         | 56 785 km²    | 8 492 333   | Ломе       | френски                     |

## Култура
Въпреки голямото разнообразие от култури в Западна Африка, от Нигерия до Сенегал се забелязва видимо сходство в облеклото, кухнята, музиката и религията на населението. Това се дължи на дългия културен обмен между народите от преди ерата на колониализма, от времето на империите Гана и Мали, а може би и дълго преди тях.

### Кухня
Много пътници, търговци, емигранти, колонизатори, мисионери и други са посетили Западоафриканския регион, възползвали са се от щедростта на местните народи и са взели със себе си част от културното им наследство. Кухнята от Западна Африка е имала съществено влияние в западния свят в продължение на векове. Рецепти от района се ползват на Карибите, Австралия, Луизиана, Италия както и по целия свят. Въпреки че някои от рецептите са променени за да отговарят на други климати и вкусове, те са запазили западноафриканския си корен.
Западноафриканската кухня включва риба – особено в крайбрежните райони, месо, плодове и зеленчуци – повечето от които се отглеждат от местните земеделци. Малка разлика между местните кухни са използваните съставки, но въпреки това приликите са повече. Повечето храни са пържени или варени. Използват се зеленчуци богати на скорбяла – ям, банани, маниока, сладки картофи. Оризът също е основна храна, сорговия кускус е широко разпространен сред народа Серер в Гамбия и Сенегал. Йолоф ориз, произхождащ от царство Йолоф (сега на територията на Сенегал) е много разпространен в Западна Африка и Западния свят. Маафе от Мали – задушено Фъстъчено масло, сервира се с ориз. Акара от Нигерия (пържени бобени топчета с подправки, сервират се със сосове и хляб) е любима закуска в Гамбия и Сенегал, както и в Бразилия и Карибите. Предполага се че произхода от Йорубаланд в Нигерия. Фуфу (от езика Туи) – тесто с пикантна яхния или сос (например бамя яхния) от Гана се ползва в целия регион, дори и в Централна Африка с тамошните собствени версии.

### Игри и развлечения
Игралната дъска овар е доста популярна в Западна Африка. Думата Овар произлиза от народа акан в Гана, но почти всички африкански народи имат свои версии на играта. Футболът също е много популярен. Националните отбори на западноафриканските държави редовно се класират на световни първенства, особено Нигерия.

### Музика
Мбалах, Хайлайф, Фуджи и Афробийт са модерните музикални жанрове слушани в този регион. Фолклорна музика е добре запазена. Част от нея е с религиозен характер, като например Тасу – традиционно ползвана в религията Серер
Традиционното облекло е надипленото бубу (познато и като Акбада и Бабарига), което са носели благородниците в западноафриканските империи през 12 век.
Барабанът Джембе, който произлиза от народа Мандинка, e най-популярният барабан за всички западноафрикански етнически групи. Джембе и копринения плат Кенте, от народа Акан в Гана, са символът на западноафриканската култура.

## Религия
Ислямът е най-изповядваната религия във вътрешността и по западния бряг на региона. Християнството е водеща религия по крайбрежията на Нигерия, Гана и Кот д'Ивоар, а местни религии (виж вуду) се упражняват по целия регион. Преди упадъка на империите Мали и Сонгхай е имало доста голяма еврейска общност в районите на Мали, Сенегал, Мавритания и Нигерия. Единствените съществуващи сега такива общности са в Гана и Нигерия.

## История
Историятя на Западна Африка може да се раздели на пет периода: първият е праисторията, през който първите хора са се заселили тук, развивали са земеделие и са контактували със средиземноморските цивилизации на север; вторият – империите през Желязната епоха, през който се развиват занаятите и се оформят централизирани държави; третият е по време на ислямските походи и търговията с роби през 18 – 19 век; четвърти е колониалния период в който Франция и Великобритания владеят почти целия регион; петият е периода на независимостта.

### Праистория
Първите заселници, вероятно близки с пигмеите, пристигат в Западна Африка около 12 000 години преди новата ера. Земеделието както и опитомяването на добитъка започват да се развиват около петото хилядолетие пр.н.е. От 400 г. пр.н.е. железните сечива увеличават земеделската производителност и се оформят първите градове-държави. Опитомяването на камилата води до увеличаване на преходите през Сахара и търговия със средиземноморските нации, най-вече с Картаген и берберите, като главно се изнася злато, памучен плат, метални орнаменти и обработени кожи, а се внасят сол, коне и текстил.

### Империи
Развитието на регионалната икономика довело до образуването на по-централизирани държави и цивилизации, започвайки от цивилизацията Нок 500 г. пр.н.е. и империята на народа сонинке Гана през осми век. Главен град на Гана бил Кумбу Салех на територията на днешна Мавритания, а империята просъществувала до нашествието на Алморавидите през 1052 година. Имрерията Сосо се опитва да запълни празнотата, но е победена от армията на мандинка(1240) водена от Сундята Кеита, основателя на империята Мали. Мали продължава да процъфтява още няколко века (особено при правнука на Сундята Канкан Муса 1), докато последователното изреждане на няколко слаби владетели да доведе до упадък и завладяване от моси, туареги и сонгхай. През петнадесети век сонгхай създават нова доминираща държава в региона – империята Сонгхай с главен град Гао (в днешно Мали) ръководена от Сони Али и Аскя Мохамед. Междувременно на юг от Судан през 14 – 15 век възникват силни градове-държави като Ифе, Боно и Бенин. По на изток възникват Ойо на народа йоруба и Аро на народа игбо (в днешна Нигерия).

### Робство
След като през 1591 година мароканците разрушават столицата на Сонгхай, в Западна Африка се образуват много малки държави като империя Бамбара със столица Сегу, царство Каарта пак на народа бамбара, царство Кхасо на народите фула и малинке и империя Кинедугу със столица Сикасо. Португалски търговци започват да основават селища по крайбрежието през 1445 година, следвани от французи и англичани. Не след дълго започва търговията с роби която през следващите векове значително отслабва икономиката на региона и популацията на населението. Търговията с роби също е подпомогнала развитието на държави като империя Ашанти, Бамбара и Дахомей, чийто икономики били зависими от размяната на роби за европейско огнестрелно оръжие, с което пленявали още роби.
Разширяването на Атлантическата търговия с роби води до значителна популация на западноафриканци живеещи в Новия свят, колонизиран от европейците. Най-старите известни следи от африкански роби в Америка са открити в Мексико през 2006 година – те се отнасят за края на 16 и средата на 17 век. Европейските и американските правителства приемат закони за забрана на робството през 19 век, въпреки че в някои части то съществува до края на века. Последна закон за забрана на робството приема Бразилия през 1888 г. Днес потомците на западноафриканските роби представляват важна част от населението на Бразилия, Карибите, Латинска Америка и САЩ.

### Колониализъм
В началото на деветнадесети век фулански реформисти правят серия ислямски походи в целия Западен Судан и образуват нови държави. Най-важните са империя Фулани на Усман дан Фодьо, която заменя градовете-държави на народа хауса, империя Масина на Секу Амаду, която разбива Бамбара и империя Тукульор на Ел Хадж Умар Тал която за кратко време завладява територията на днешно Мали. В същото време французи и англичани продължават да напредват в надпреварата за Африка и завладяват царство след царство. Със завладяването на новосъздадената империя Уасулу на Самори Туре през 1898 година и кралица Яа Асантеуаа от народа ашанти през 1902 година се слага край на западноафриканската съпротива против колониализма.
Британия контролира Гамбия, Сиера Леоне, Гана и Нигерия през колониалната ера, докато Франция обединява Сенегал, Гвинея, Мали, Буркина Фасо, Бенин, Кот д'Ивоар и Нигер във Френска Западна Африка. Португалия основава колонията Гвинея-Бисау, докато Германия основава протектората Тоголанд, който е принудена да даде на Франция и Англия след първата световна война. Само Либерия запазва своята независимост с цената на големи териториални отстъпки.

### Следколониална ера
След Втората световна война в Западна Африка се появяват националистичните движения. Гана е първата западноафриканска държава постигнала своята независимост под ръководството на Кваме Нкрума през 1957 година. Следващата година останалите френски колонии, а до 1974 година и останалите западноафрикански държави постигат независимост. След независимостта много западноафрикански нации са провокирани от корупцията и нестабилността. Има граждански войни в Нигерия, Сиера Леоне, Либерия и Кот д'Ивоар, а последователно се извършват военни преврати в Гана и Буркина Фасо. Много държави са неспособни да развият своите икономики въпреки забележителните природни ресурси (напр.нефт в Нигерия) и политическата нестабилност често е придружена от недемократични правителства. СПИН също е нарастващ проблем в региона особено в Нигерия, Либерия и Кот д'Ивоар. Недостига на храна е проблем в северните части на Мали и Нигер.

## Конфликти
До неотдавна повечето правителства в Западна Африка бяха нетолерантни и корумпирани и няколко държави бяха тормозени от политически преврати, етническо насилие и потиснически диктатори. След края на колониализма регионът е арена на някои от най-бруталните конфликти които са съществували някога. Някои от последните са:
- Гражданска война в Нигерия
- Първа гражданска война в Либерия
- Втора гражданска война в Либерия
- Гражданска война в Гвинея-бисау
- Гражданска война в Кот д'Ивоар
- Гражданска война в Сиера Леоне

Въпреки че някои страни като Гана и Сенегал се радват на относителна стабилност и растеж, цялостното развитие на региона зависи от справедливостта и ефикасността на властта и
справедливо разпределение на ресурсите, като за момента и от двете има какво да се желае.

## Регионални организации
Икономическата общност на западноафриканските държави (ECOWAS), създадена през 1975 година в Лагос, е организация която цели да подпомага икономиката в региона. Западноафриканския валутен съюз (или UEMOA от фр.Union économique et monétaire ouest-africaine) въвежда в осем предимно франкофонски страни единната валута CFA франк. Liptako-Gourma Authority е регионална организация на Мали, Нигер и Буркина Фасо, която се опитва да развие граничните области на трите страни.
Всички държави в Западна Африка са членове на Африканския съюз, с изключение на Мароко.